# Vejlø Kirke
Vejlø Kirke ligger Vejlø Sogn i Næstved Provsti (Roskilde Stift). Sognet ligger i Næstved Kommune, Region Sjælland; indtil Kommunalreformen i 1970 lå det i Hammer Herred (Præstø Amt).
Kor og skib er opført i unggotisk tid 1250-1300 af munkesten med smalle hjørnelisener. Begge de oprindelige døre spores i murværket, i østgavlen ses en tregruppe af smalle, smigede spidsvinduer, vinduerne er blændet og står som indvendig niche. Tårnet og sakristiet mod nord er opført i sengotisk tid omkring 1500. Tårnets gavle har syv spidsbuede højblændinger. Korets østgavl har kamtakker og blændinger fra omkring 1500 af Præstø-typen med tre cirkelblændinger. Kirken præges af en istandsættelse i 1845 og 1870-72.
Den runde korbue er bevaret, korets hvælv er formodentlig oprindelige med hjørnesøjler og rundstave langs kanterne, på søjlernes kapitæler ses hoveder. I korhvælvets østkappe ses en kalkmalet fremstilling af Kristus som verdenshersker, omgivet af evangelistsymbolerne, kalkmaleriet blev afdækket og restaureret i 1872 og dateres til omkring 1300. Skibet fik indbygget krydshvælv i sengotisk tid. Altertavlen fra 1669 er udført af Abel Schrøder, i felterne ses relieffer med motiver fra Kristus liv, tavlen bærer øverst våben for Niels Trolle og Helle Rosenkrantz og nederst våben for Knud Thott og Birgitte Skeel, der lod tavlen staffere i 1693. Prædikestolen er udført af Abel Schrøder i 1668, kurven bæres af en nøgen heks med dyrehoved og hale, foran underlivet holder hun en blomst, i felterne ses evangelister, prædikestolen har tidligere båret våben for Niels Trolle og Helle Rosenkrantz, formodentlig er det disse våben, som nu kan ses på lydhimlen. Stoleværket fra 1668 er formodentlig skåret af Abel Schrøder, på herskabsstolenes gavle ses våben for Niels Trolle og Helle Rosenkrantz.

## Våben
Forfatteren til siden Gravsten og epitafier, Ane Krogh Nielsen, skriver, at der altid har været fire våben på tavlen fra den blev udført i 1669, øverst de to fædrende våben for Trolle og Rosenkrantz, det har ikke ændret sig. Nederst har været deres to mødrende våben: Munk(Lange) og Gyldenstierne. De nederste våben blev i 1693 ændret til Thott og Skeel og deres forbogstaver påført. Det er let nok at ændre våben med ny bemaling, der skulle dog udføres lidt ændringer i udskæringen af hjelmudsmykningen. Munk/Lange har 13 rød-hvide faner på hjælmen, det er ændret til Thotts to horn. Gyldenstiernes hjelmfigur er to arme med et spejl, det er blevet til Skeels to svanehoveder med ring, hvilket ikke er vanskeligt. Der har været store ændringer af prædikestolen fra 1668, også af Abel Schrøder. Den har oprindeligt haft fire våben (Trolle, Rosenkrantz, Munk/Lange og Gyldenstierne). De er senere erstattet af de nuværende fire evangelister af en "ringere hånd".
 Himlen er samtidig med prædikestolen med et nyere topstykke med rester af Trolle-våbenet fra prædikestolen. Rosenkrantz-våbenet er påmalet træet og er altså ikke oprindeligt. De to våben fremstår i dag som et alliancevåben. Derudover de to våben for Thott-Skeel ligeledes bemalet på træ, så topstykket må være udført i Knud Thotts tid ligesom stafferingen af altertavlen.
Kirken var muligvis viet til Andreas i middelalderen.
I koret er ophængt en Andreas-tavle fra sengotisk tid, i midterfeltet ses Andreas, i fløjene ses scener fra hans liv: Andreas opvækker en død yngling i Nicæa, Andreas fremstilles for prokonsulen i Achaia, Andreas fremstår som pilgrim for at hjælpe en biskop, Andreas korsfæstelse, på fløjenes ydersider ses malerier af Mauritius og Sebastian. I kirken er ophængt et epitafium over præsten Peder Nielsen Caludan (død 1664), rammen er formodentlig skåret af Abel Schrøder i 1640'erne.
Den romanske kalkstensfont har firkantet kumme med hjørnesøjler og arkadefelter med cirkelornamenter, foden har nederst et afløbshul, fonten er formodentlig en importfont fra Skåne. Fonten er registreret i Mackeprangs Danmarks middelalderlige døbefonte : Speciel del – Importerede kalk og sandstensfonte – Østlig import – Palmetfonte.
I præstegårdshaven er der en større mængde dorotealiljer, som vist i Søren Ryges udsendelsesrække Historier fra nullerne.

## Eksterne kilder og henvisninger
- Wikimedia Commons har flere filer relateret til Vejlø Kirke
- Vejlø Kirke Arkiveret 31. januar 2011 hos  Wayback Machine hos nordenskirker.dk
- Vejlø Kirke hos KortTilKirken.dk
- Vejlø Kirke i bogværket Danmarks Kirker (udg. af Nationalmuseet)
- "FagBogInfo" Arkiveret 18. april 2008 hos  Wayback Machine om M. Mackeprang : Danmarks middelalderlige døbefonte.